# Aderídeos
Os aderídeos (Aderidae), às vezes chamados de besouros de folhas semelhantes a formigas, são uma família de besouros que têm alguma semelhança com formigas. A família consiste em cerca de 1.000 espécies em cerca de 40 géneros, dos quais a maioria é tropical, embora a distribuição geral seja mundial.
Tal como acontece com os Anthicidae, suas cabeças se contraem logo na frente do protórax, formando um pescoço, embora a extremidade posterior do pronoto não seja geralmente tão estreita. Os olhos são peludos com uma aparência granular. Os dois primeiros esternitos abdominais estão fundidos, e em apenas alguns grupos é possível ver uma sutura. Os tamanhos são 1-4 milímetros.
Como o nome sugere, a maioria dos adultos é encontrada na parte inferior das folhas de arbustos e árvores, enquanto as larvas são encontradas em madeira podre, serrapilheira e ninhos de outros insetos.
Desde 2002, a última publicação do catálogo mundial da família era a de Maurice Pic em 1910.

## Géneros
- Aderus
- Agacinosia
- Agenjosia
- Anidorus
- Ariotus
- Axylophilus
- Beltranosia
- Candidosia
- Carinatophilus
- Cnopus
- Cobososia
- Dasytomorphus
- Dusmetosia
- Elonus
- Emelinus
- Escalerosia
- Euglenes
- Ganascus
- Gompelia
- Gonzalosia
- Gymnoganascus
- Hintonosia
- Megaxenus
- Menorosia
- Mixaderus
- Phytobaenus
- Picemelinus
- Pseudananca
- Pseudanidorus
- Pseudariotus
- Pseudolotelus
- Pseudozena
- Saegerosia
- Scraptogetus
- Syzeton
- Syzetonellus
- Syzetoninus
- Tokiophilus
- Transrenus
- Vanonus
- Zarcosia
- Zenascus
- Zonantes